# Tage Møller
Tage Møller (født 22. september 1892 i Skive, død 5. juli 1968) var en dansk-svensk arkitekt.
Møller blev student fra Sorø Akademi 1910, cand.phil. i København 1911 og aflagde arkitekteksamen der 1923. Han var ansat hos domkirkearkitekten Harald Lønborg-Jensen i København 1913–14 og 1917–19, hos den kongelige bygningsinspektør J.M. Agdahl-Nielsen i København 1916, hos Arnold Salomon-Sörensen i Helsingborg 1920, hos Gustav Wilhelmsson Widmark sammesteds 1922–26, hos länsarkitekt Nils A. Blanck i Malmø 1927–34, havde egen praksis fra 1935 og var stadsarkitekt i Malmöortens distrikt fra 1935. 
Møller var statsudpeget medlem af Malmø bys ejendomsbeskatningsnævn fra 1934 samt styrelsesmedlem i Arkitektföreningen för södra Sverige og sekretær i Södra Sveriges byggnadstekniska samfund.